# 정병문
정병문(1976년 4월 20일 ~)은 대한민국의 케이블 방송국 MBC 스포츠+의 스포츠캐스터로 주로 메이저리그 베이스볼, KBO 리그, Road FC 중계를 담당하고 있다.

## 경력
- 2000년: TBS 교통방송 아나운서
- 2007년: MBC 스포츠플러스 아나운서

주요 중계 종목: 메이저리그 베이스볼, KBO 리그, KBL, Road FC